# Бахад 4

історичний Нарукавний шеврон Бахад 4

Бахад 4 (івр. בה"ד 4) — навчальна база № 4 Армії Оборони Ізраїлю. У простонаречіі використовується позначення «БаТаР Зікім», так як розташована поблизу кібуца Зікім. Навчальна база знаходиться в підпорядкуванні Південного військового округу Ізраїлю. База знаходиться в 8 км на південь від Ашкелона.
База проводить курс молодого бійця (טירנות) для всіх основних видів військ. Більшість новобранців проходить курс 02, що включає стрільби з М-16, техніку безпеки, засоби зв'язку і загальну фізичну підготовку. Кількість рекрутів коливається від 250 до 2 тисяч. Існують також офіцерські курси.

## Структура бази
База «Бахад 4» поділена на сектори за видами військ:
- 1. Алеф א Ейтан
- 2. Бет ב Барделас
- 3. Гімел ג Голан
- 4. Далет ד Дорес
- 5. Хей ה Харель
- 6. Вав ו Вулкан
- 7. Хет ח Хорев
- 8. Зайн ז Заіт
- 9. Тет ט Торнадо
- 10. Йюд י Юваль

## Обстріл бази з сектора Газа
«Бахад 4» є однією з небагатьох ізраїльських військових баз, розташованих в радіусі дії ракет «Касам», що випускаються по території Ізраїлю з сектора Газа і були зафіксовані численні падіння цих ракет на території бази. З захопленням 14 червня 2007 сектора Газа ХАМАСом обстріли території, прилеглої до військової бази, значно зросли. Вночі на 11 вересня 2007 одна з трьох ракет «Касам» потрапила в розташування частини. Четверо військовослужбовців були серйозно поранені, а ще 63 військовослужбовців отримали поранення від легкого до шоку.
Потім база була закрита, відреставрована і посилена.

## Бої у Зикимі
Вранці 7 жовтня 2023 року в рамках раптового нападу на Ізраїль близько 50 терористів ХАМАС атакували базу. Більшість солдатів на базі на той момент служили в Армії оборони Ізраїлю лише два місяці. Ветерани бази боролися з терористами, доки новачки ховалися. Сім солдатів бази було вбито в бою, що запобігло її захопленню. Контроль над базою перейшов до дивізії Аза.